# Саммерс, Бен
Бен Саммерс (англ. Ben Summers; род. 16 июня 2004) — шотландский футболист, полузащитник клуба «Данфермлин Атлетик».

## Клубная карьера
Саммерс — воспитанник клуба «Селтик». 16 апреля 2023 года в матче против «Килмарнока» он дебютировал в шотландской Премьер-лиге. В своём дебютном сезоне игрок стал чемпионом страны и завоевал Кубок Шотландии. Летом того же года Саммерс перешёл в «Данфермлин Атлетик». 12 августа в матче против «Данди Юнайтед» он дебютировал в шотландском Чемпионшипе. 

## Достижения
Клубные
 «Селтик»
- Победитель шотландской Премьер-лиги — 2022/2023
- Обладатель Кубка Шотландии — 2022/2023